# Memorial Hill
Der Memorial Hill (englisch für Erinnerungshügel) ist ein rund 35 m hoher Hügel an der ostantarktischen Georg-V.-Küste. Am Kap Denison ragt er westlich eines Gebirgskamms auf, dessen nordwestliches Ende der Azimuth Hill bildet.
Der australische Polarforscher Douglas Mawson benannte ihn im Zuge der Australasiatischen Antarktisexpedition (1911–1914), vermutlich in Erinnerung an die bei dieser Forschungsreise umgekommenen Expeditionsteilnehmer Xavier Mertz und Belgrave Ninnis.